# 庫尤爾蒂坦
庫尤爾蒂坦（西班牙語：Cuyultitán），是薩爾瓦多的城鎮，位於該國南部，由拉巴斯省負責管轄，面積8.61平方公里，海拔高度345米，2007年人口5,590，人口密度每平方公里649.25人。
13°33′N 89°6′W / 13.550°N 89.100°W